# Burning Bright - Senza via di scampo
Burning Bright - Senza via di scampo (Burning Bright) è un film del 2010 diretto da Carlos Brooks. Il film ha come protagonisti Garret Dillahunt e Briana Evigan.

## Trama
Kelly e Tom sono fratello e sorella, figli naturali di una donna suicidatasi qualche anno prima con un'overdose di farmaci, e vivono con il patrigno John. Kelly si sta preparando per andare al college quando scopre che il suo conto in banca è stato chiuso: i soldi le servivano per poter lasciare il fratello autistico Tom in un istituto durante la sua assenza e per pagare il suo ingresso al college, cosa che è costretta a rimandare temporaneamente rischiando di perdere la borsa di studio che le era stata assegnata. Tutte le sue finanze sono state spese dal patrigno Johnny per acquistare una tigre da un circo e aprire uno zoo di animali esotici.
Profondamente arrabbiata Kelly va a dormire, insofferente anche nel doversi prendere cura di Tom, meditando perfino di ucciderlo. All'esterno sta iniziando un violento uragano, ma fortunatamente John ha provveduto a far installare delle robuste assi di legno alle finestre per evitare danni alla casa. Quando Kelly si sveglia la mattina dopo, John non c'è e scopre però che anche la porta di casa è stata sigillata, non lasciando a lei e al fratellino nessuna via di fuga. E quel che è peggio è che in casa è stata introdotta la tigre, liberata dalla sua gabbia proprio dal patrigno. Kelly tenta di chiamare la polizia, a cui lascia il numero a una voce registrata per essere richiamata; subito dopo prova a chiamare John ma non risponde: lui sta passando il tempo in un bar e ha lasciato sbadatamente il telefono in macchina.
Kelly mentre si nasconde dentro il tubo della lavanderia assiste alla tigre che distrugge il telefono, proprio nel momento in cui il 911 sta richiamando. Kelly ritrova Tom e si barrica nella stanza di John, dove c'è una pistola nascosta; mentre cerca l'arma, Kelly scopre delle assicurazioni sulla vita sui due fratelli con John come unico beneficiario. Kelly non riesce a sparare alla bestia ma, abbandonando Tom, evita gli attacchi ed esce dalla casa sfruttando una falla in una delle barricate, ma travolta dal rimorso decide di rientrare per salvare il fratellino. Entrambi riescono infine, confrontandosi con la tigre, a nascondersi nel congelatore. All'arrivo del bel tempo, John si appresta a rientrare a casa in allerta con un fucile in mano pronto a sparare alla bestia, appena dentro viene affrontato da Kelly, che gli rinfaccia le sue malefatte. Fingendosi arreso, ammette di aver ucciso la madre di Kelly simulando un suicidio e di aver architettato tutta questa messinscena per uccidere i suoi due figli, unici destinatari dell'eredità materna, ma viene attaccato e sbranato dalla tigre. I ragazzi possono così dileguarsi.